# Пограничный кризис США и Мексики

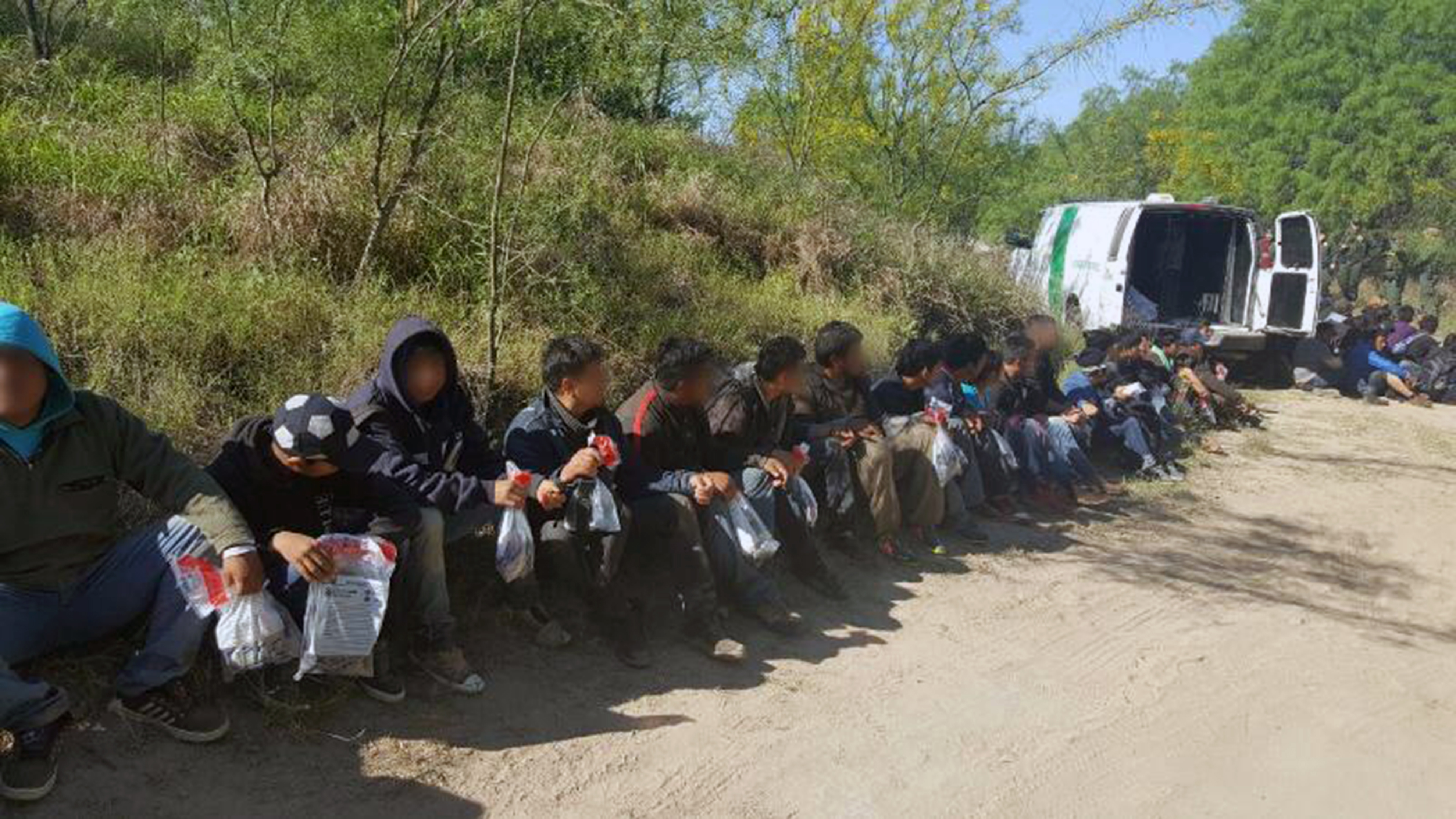
Нелегальные мигранты, задержанные Пограничным патрулем США вблизи Рио-Гранде-Сити (Техас), 2016 год

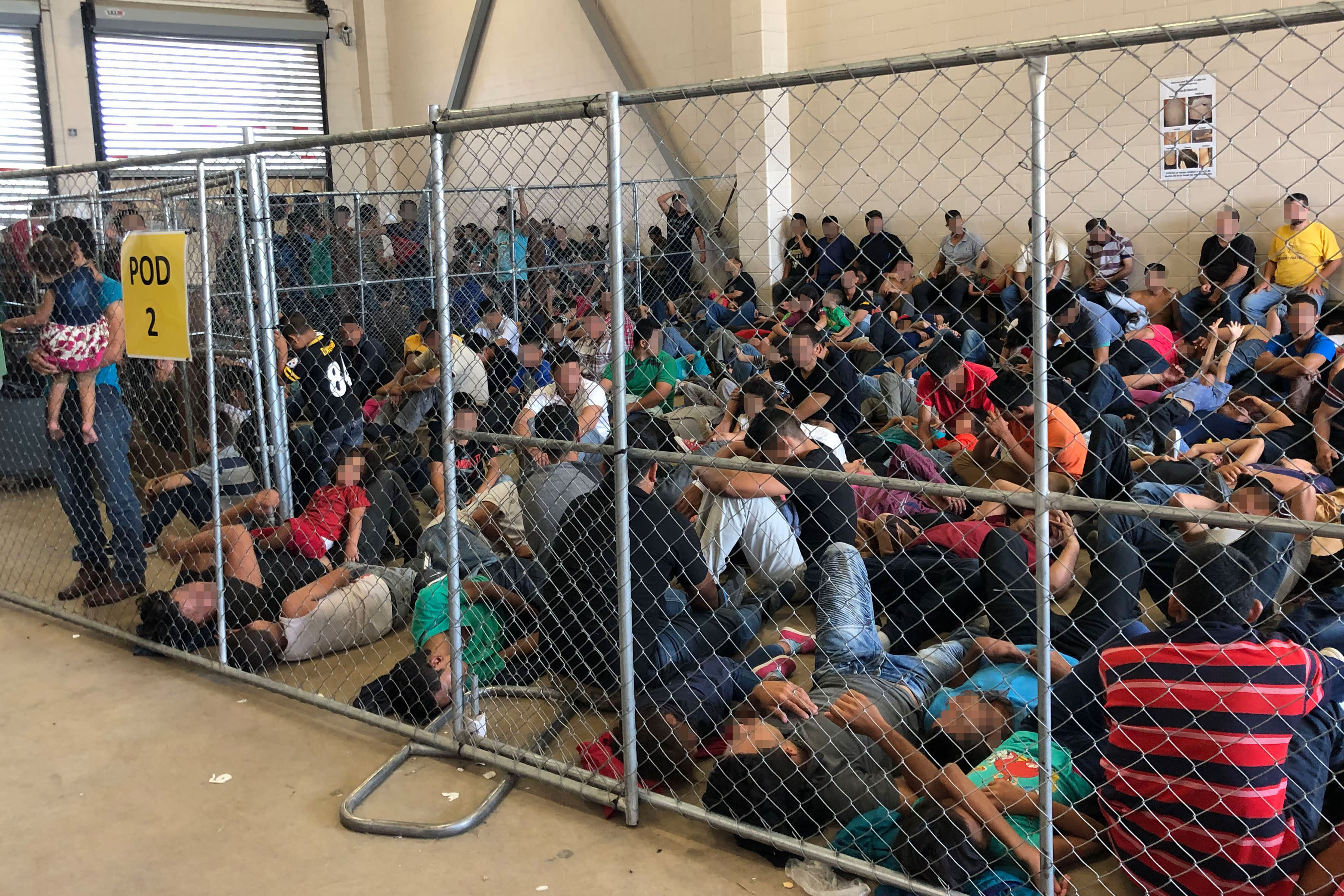
Нелегальные мигранты, задержанные Пограничным патрулем США, в городе Мак-Аллен (Техас), 2019 год

Пограничный кризис США и Мексики — продолжающийся миграционный кризис в Северной Америке, связанный с наплывом нелегальных иммигрантов из Латинской Америки, пытающихся попасть в США через территорию Мексики. 
История иммиграции в США с территории Мексики берет свое начало с завершения американо-мексиканской войны. 
Количество мигрантов начало расти в конце 2020 года, демонстрируя рекордные показатели. В 2021 финансовом году их число составило 1,73 миллиона человек, в 2022 году — 2,76 миллиона человек (в декабре 2022 более чем 220 тыс. задержаний мигрантов) и более 2,8 миллионов в 2023 финансовом году. 
Причинами, побудившими мигрантов искать убежища в США, были названы экономические трудности, насилие, преступность и экологические проблемы в их родных странах. 
Наибольшее число мигрантов имело гражданства Гватемалы, Сальвадора, Гондураса, Никарагуа и Венесуэлы.

## Фон
Число мигрантов, пытающихся попасть в США через границу с Мексикой, неуклонно растет с апреля 2020 года. Ежегодно к границе прибывают десятки тысяч детей без сопровождения, это вызывает споры о необходимой реакции. 
Агенты Пограничного патруля США обязаны противодействовать незаконному проникновению на территорию США. Помимо этого, они занимаются перехватом и конфискацией контрабанды, а также являются сотрудниками иммиграционной и таможенной службы. Охрана границ и иммиграционная политика долгое время являлись одним из ключевых вопросов в американской политике. 
В 1996 году был принят Закон о реформе нелегальной иммиграции и ответственности иммигрантов, который позволил ускорить процесс депортации мигрантов, задержанных при пересечении границы. После террористических атак 11 сентября 2001 г. иммиграционные законы были ужесточены, Пограничному патрулю были предоставлены дополнительные полномочия.
Во время пандемии COVID-19 администрация Трампа использовала раздел 42 Кодекса США для высылки мигрантов из Соединенных Штатов, мотивируя это снижением рисков для здоровья населения. 
К концу 2022 года на мексиканской стороне границы сформировался большой стихийный лагерь мигрантов, рассчитывающих на отмену действия Раздела 42. Условия, в которых они были вынуждены жить, описывались как «ужасные».  К сентябрю 2023 года количество мигрантов снова поднялось до уровня близкого к максимальному: ежедневно задерживалось около 9 000 мигрантов.  
По сравнению с предыдущими годами всё большую долю мигрантов составляют дети, большинство из которых прибывают без сопровождения; политика ухода и опеки над ними в США вызывает споры. 

## Смертность на границе
Ежегодно сотни мигрантов погибают при попытках нелегального пересечения границы США с территории Мексики.Граница Мексики и США считается одной из самых смертоносных сухопутных границ в мире.Пограничный патруль сообщил о 294 смертях мигрантов в 2017 финансовом году (закончившемся 30 сентября 2017 г.), в 2016 году их число составило 321. Основной причиной было названо взаимодействие с окружающей средой (включая тепловой удар и обезвоживание). Уточняется, что приведенная статистика отражает лишь известные случаи смерти и не включает тех, кого так и не нашли. По данным Пограничной службы США в 2017 финансовом году был спасен 3 221 мигрант.

## Хронология кризиса

### Администрация Обамы
В 2014 году США заявили о кризисе на границе с Мексикой из-за наплыва несовершеннолетних без сопровождения и женщин, пробирающихся через контрольно-пропускные пункты. При этом констатировалось наличие у США проблем с реализацией политики предотвращения трагедий, связанных с иммиграцией. На фоне кризиса нелегальная иммиграция из Мексики сократилась, а основная масса мигрантов прибывали из стран Северного треугольника Центральной Америки, включающих Гондурас, Гватемалу и Сальвадор. По утверждению некоторых учёных, иммиграционный кризис стал результатом интервенции США в Центральную Америку во времена Холодной войны. Высокий уровень политической нестабильности, насильственных преступлений и бедности стал результатом поддержки авторитарных режимов со стороны США. Отмечалось, что ряд мест скопления мигрантов на территории Мексики нельзя было назвать безопасными: приезжие становились жертвами преступлений таких как изнасилования, похищения и убийства. При этом, согласно действующим правилам, им было запрещено искать убежища в США. Правительство США и Организация Объединенных Наций предоставили бесплатный транспорт для возвращения мигрантов в их дома в Центральной Америке.  В 2019 году, по данным Пограничного патруля США, на 40% выросло количество мигрантов, пойманных при попытке незаконного проникновения в грузовиках для дальних перевозок.

### Администрация Трампа
В июне 2018 года в Сан-Франциско была проведена акция протеста против иммиграционной политики администрации Трампа, которую считали жестокой и бесчеловечной. В сентябре 2019 года Верховный суд США согласовал постановление, увеличивающее вероятность отказа для большинства заявлений о предоставлении убежища, поданных на границе. Согласно документу, большинство соискателей прибывших на южную границу США из других стран не имеют права претендовать на получение убежища. Дональд Трамп в интервью Time раскритиковал администрацию Обамы за миграционную политику.  Согласно Трампу, целью миграционной политики является уменьшение количества «мошеннических» заявлений о предоставлении убежища.Администрация Трампа продвигала политику, согласно которой мигранты должны были ожидать вызова для рассмотрения дела о предоставлении убежища за пределами США. В результате иммиграционный суд в сентябре 2019 года столкнулся с более чем миллионом дел, ожидающих рассмотрения, это количество открытых дел стало рекордным для США.

### Администрация Байдена
В марте 2021 года президент Джо Байден назначил вице-президента Камалу Харрис ответственной за противодействие миграционному кризису: в 2021 финансовом году Пограничный патруль США подтвердил более 1,6 миллиона попыток пересечения границы вдоль границы Мексики и США, это более чем в четыре раза превышало показатель предыдущего года и являлось самым большим годовым показателем за всю историю наблюдений. После всплеска в 2019 году, в 2020 финансовом году число мигрантов стало ниже, что объяснялось закрытием границ в связи с пандемией COVID.
13 января 2020 года, за неделю до инаугурации Байдена, более 3000 человек покинули Гондурас и Сальвадор и направились в США, неделей позже это число выросло примерно до 7–8 тыс..
16 января Гватемала и Мексика направили вооруженные силы к своим границам, чтобы помешать каравану мигрантов пройти через их страны на пути в США. Эти усилия не увенчались успехом. 
В свой первый день в должности Байден остановил строительство стены на мексиканской границе, положив конец чрезвычайному положению в стране, объявленному администрацией Трампа в феврале 2019 года. В начале правления Байдена резкий рост числа мигрантов на границе с США вызвал политические споры. Согласно отчету Politico за 2021 год, республиканцы планировали сделать миграционный кризис центральным вопросом промежуточных выборов 2022 года. Число мигрантов, прибывающих в США из Центральной Америки неуклонно увеличивалось, начиная с февраля 2021 года.
Пограничная служба США сообщила об увеличении среди мигрантов числа детей без сопровождения. Увеличение с 5 858 в январе до 9 457 в феврале представляет собой самый интенсивный рост числа несопровождаемых детей за месяц с начала наблюдений в 2010 году.
В феврале 2021 года на севере Мексики были найдены тела группы мигрантов, ставших жертвами убийства. Несколько месяцев спустя Таможенный и пограничный патруль США сообщил, что картели и организаторы нелегального пересечения границы выдают мигрантам браслеты разных цветов для идентификации статуса и возможности находиться на подконтрольных территориях.  
В марте 2021 года, на фоне очередного роста числа мигрантов, въезжающих в США из Мексики, Байден призвал мигрантов «не приезжать». Он рассказал о разработке плана,  по которому у мигрантов появится возможность подачи заявления о предоставлении убежища не покидая родную страну. Он также заявил о необходимости «отправиться обратно» для взрослых мигрантов, подразумевая продолжение политики администрации Трампа по Разделу 42, предусматривающему быструю депортацию.
Байден заявлял, что его администрация не будет депортировать детей, прибывших без сопровождения; рост численности этой категории превысил возможности учреждений, занимающихся предоставлением им убежища до отправки в семьи. Байден поручил оказать помощь в решении данной проблемы Федеральному агентству по чрезвычайным ситуациям. Было отмечено, что из-за наплыва мигрантов всех возрастов возможностей этого учреждения тоже оказалось недостаточно. 
24 марта 2021 года Байден поручил вице-президенту Камале Харрис принять меры для сокращения количества ищущих убежища в том числе несовершеннолетних без сопровождения взрослых. Ей также поручено вести переговоры с Мексикой, Гондурасом, Гватемалой и Сальвадором. В июне 2021 года Харрис посетила Гватемалу и Мексику с заявленной целью устранить причины и снизить интенсивность миграции из Центральной Америки в США. На совместной пресс-конференции с президентом Гватемалы Алехандро Джамматтеи она обратилась к потенциальным мигрантам, призвав их не пытаться попасть в США через границу с Мексикой. В сентябре 2021 года в секторе Дель-Рио, штат Техас границу пересекли более 30 000 мигрантов из Гаити. В какой-то момент в лагере мигрантов под международным мостом Дель-Рио-Сьюдад-Акунья проживало более 15 000 временных жителей. Ужасные условия в лагере вызвали широкий международный резонанс. 
Тогда же произошел инцидент с участием мигрантов из Гаити, пересекающих границу США на участке Дель-Рио, штат Техас. Президент Джо Байден и вице-президент Камала Харрис заявили, что мигранты подверглись избиениям со стороны конных агентов пограничного патруля США.
В июле 2022 года по результатам расследования Таможенно-пограничной службы США был сделан вывод, что ни один мигрант избиению не подвергался.
В 2021 финансовом году пограничники задержали более 1,7 миллиона мигрантов, незаконно пересекших границу Мексики и США. Это являлось самым высоким показателем за всю историю.
В ноябре 2021 года только 31 процент американцев одобряли политику президента по вопросам иммиграции.
Прогрессисты потребовали от администрации Байдена воспрепятствовать высылке и предоставить убежище мигрантам, имеющим законные основания утверждать о преследовании на родине. 
В сентябре 2023 года газета Dallas Morning News опубликовала результаты социологического опроса, проведенного в четырех странах Центральной Америки, согласно которому многие жители этих стран были дезинформированы относительно политики «открытых границ» со стороны США. 
По данным исполнительного директора одной из правозащитных групп, продвигающей миграционную реформу, ложная информация распространяется контрабандистами, чтобы в собственных целях заманить жителей к границе Мексики и США. По утверждениям BSP Research, которая и проводила опрос, дезинформация исходит от политиков и консервативных СМИ. Многие республиканцы и консервативные комментаторы обвинили в пограничном кризисе министра внутренней безопасности Алехандро Майоркаса. 28 января 2024 года республиканцы Палаты представителей представили проект импичмента Майоркасу, вменяя ему «умышленный и систематический отказ соблюдать закон» и злоупотребление общественным доверием. По утверждению ряда политиков и экспертов по конституционному праву использование импичмента для решения споров по иммиграционной политике является неправильным. Голосование по импичменту, состоявшееся 6 февраля при полном составе Палаты представителей закончилось неприятием при 214 голосах «за» и 216 голосах «против».Неделю спустя резолюция об импичменте была принята (214 голосов против 213).

#### Предлагаемые законодательные средства правовой защиты
После нескольких месяцев переговоров, 4 февраля 2024 года, двухпартийная группа сенаторов опубликовала законопроект на 370 страницах, призванный снизить мотивацию мигрантов для пересечения границы. Законопроект включал положение о «чрезвычайной ситуации на границе», которое требовало автоматического закрытия границы, если количество столкновений на границе достигнет в среднем 5 000 в день в течение нескольких дней. Законопроект должен положить конец практике «поймай и отпусти», позволяющий мигрантам въезжать в страну до завершения иммиграционных слушаний; по законопроекту мигранты будут содержаться под стражей до слушаний.
Законопроект также предусматривает ужесточение процедуры подачи заявления и одобрения заявления о предоставлении убежища и быструю высылку мигрантов, не соответствующих критериям. Кроме этого планировалось увеличение числа сотрудников пограничной службы и служб убежища, а также увеличение количества мест для содержания под стражей. Согласно закону тысячи рабочих виз должны быть представлены супругам-мигрантов граждан США. Президент Байден поддержал законопроект, а спикер Джонсон за несколько дней до его опубликования заявил, что в Палате представителей, контролируемой республиканцами, закон принят не будет. В январе 2024 Байден заявил, что немедленно закроет границу, если закон будет принят. Ведущий переговорщик от республиканской партии Джеймс Ланкфорд из Оклахомы, один из самых консервативных сенаторов-республиканцев, пытался защитить законопроект в течение нескольких недель, предшествовавших голосованию. Дональд Трамп в статусе ведущего кандидата на пост президента США от Республиканской партии в 2024 году публично и в частном порядке оказывал давление на республиканцев во время переговоров в Сенате, чтобы те выступили против этого предложения. Законопроект был одобрен национальным советом пограничной службы, являющийся профсоюзом, представляющим около 18 000 офицеров пограничной службы. На выборах 2020 года профсоюз поддержал Трампа и резко критиковал политику Байдена.
Республиканцы в Сенате выступили против законопроекта после того, как Трамп открыто заявил, что не хочет, чтобы Джо Байден одержал политическую победу с помощью этого закона. Пакет в 118 миллиардов долларов включал в себя 60 миллиардов долларов для вооруженных сил Украины и 14 миллиардов долларов для Израиля. 
Несколько дней спустя Трамп заявил на митинге: «Мы отменили катастрофический законопроект об открытых границах нечестного Джо Байдена», в то время как Байден сказал: «Каждый день с настоящего момента до ноября американский народ будет знать, что единственная причина, по которой граница небезопасна — это Дональд Трамп. Трамп и его друзья: республиканцы-MAGA».